# 泰奥夫拉斯特·勒诺多

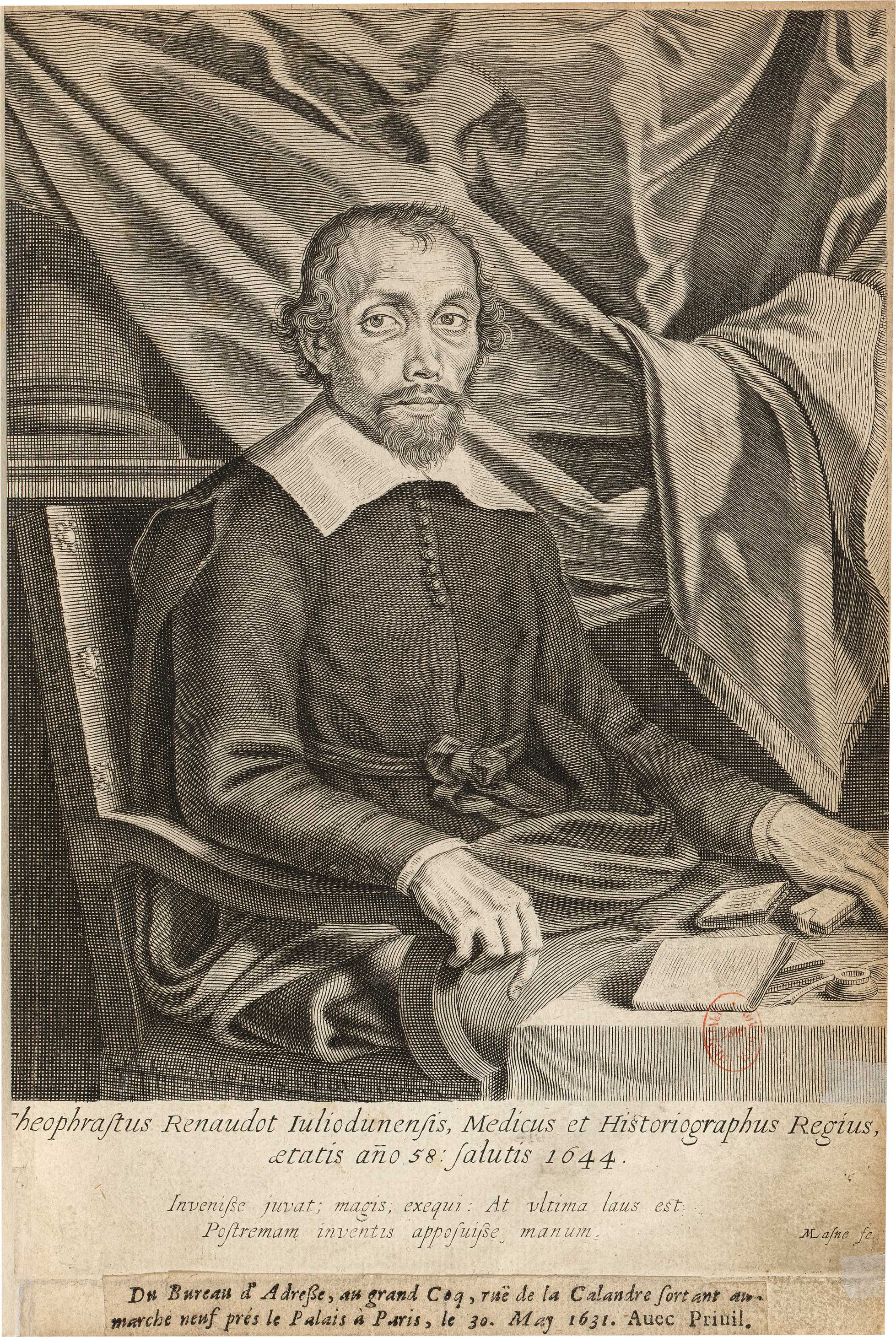
泰奧夫拉斯特·勒諾多

泰奧夫拉斯特·勒諾多（法語：Théophraste Renaudot，法語發音：[teɔfʁast ʁənodo]，1586年12月—1653年10月25日），法国报纸发行人、医生、慈善家。

## 早期奋斗
出生于法国维埃纳省卢丹的一个信仰新教的破落贵族家庭，他在巴黎外科医生处及蒙彼利埃医科大学学习医学，成绩优秀。20岁即行医治病。去过意大利、德国。1609年结婚，然后在Courouron住下来。由于得到约瑟夫神甫的启发，开始考虑十七世纪初贫困给法国带来的社会问题。
他成功地将《有关贫困现状》的论文转交给王后摄政府，由此于1612年得到国王路易十三的“普通医生”一职。1625年改信天主教，并进入黎塞留宰相府，因此成为出身贫寒、有新教背景、靠能力及奋斗而成功进入上层的典范。

## 济世利人
1628或1629年他利用王家的优厚薪俸开启了职业介绍所（地址办公室 Bureau d'adresse），以解决下层困苦人群的实际生活问题。1633年政府颁布法令，所有无工作的人都要进行登记，由此催生了勒諾多开办的第一份刊登广告的报纸--《地址办公室报纸》（Feuille du Bureau d'adresse），其编辑室就坐落在巴黎大岛上，招牌为“大雄鸡”（Grand Coq），其生意相当兴隆。只出三个铜板就可刊登一则广告，不论出售、租赁还是提供服务。
勒諾多还开办了诊所，有钱者付款，无钱者免费，自1932年始，还每周举行医学讲座，开启了世俗讲座时代，也由此赢得“实在人”之美称。
勒諾多于1631年创办了著名的报纸La Gazette，这使他成为新闻界的先驱，因为宰相黎塞留利用报纸作为宣传工具，所以给予极力扶植。由于政府资金上的支持与信息上的惠顾，使其报纸的质量高、简洁、明确、发行量大、覆盖面广、读者众多，取得极大成功。1634年还增出详细描述重要事件的号外，1635年该报几乎处于垄断地位。

## 诚不唐捐
1642年黎塞留宰相去世，1643年国王路易十三驾崩，何耨豆由此失去靠山，其事业也相继衰落，于1646年职业介绍所被迫关门，但报纸仍然存在下来。在投石党暴乱时期，勒諾多将报纸委托给儿子，自己跟随王家出逃，跟王后及马萨林一起，保护年幼的路易十四。对王室的忠诚，使他得到“国王史官”一职，直到他以67岁高龄辞世。

## 名留青史
1926年，十名记者兼文学批评家以他的名字设立了文学奖，他的文学奖紧随著名的龚古尔文学奖之后，这大大地增加了他的知名度，这大概是他300年前未曾料到的幸事。